# Nakladatelství Paseka
Nakladatelství Paseka s.r.o. je nezávislé české nakladatelství založené roku 1989 Ladislavem Horáčkem. Pojmenováno je podle postavy nakladatele Josefa Paseky z Krvavého románu Josefa Váchala.
Současnou ředitelkou a zároveň majitelkou nakladatelství je Horáčkova dcera Anna Horáčková, od roku 2014 je šéfredaktorem Jakub Sedláček.

## Zaměření
Paseka vydává zahraniční i českou prózu, nonfiction, literaturu pro děti a komiksy. Vrcholem snažení v oblasti historiografické literatury je projekt souboru Velké dějiny zemí Koruny české, na němž nakladatelství spolupracuje s předními českými historiky. Za pátý díl získal v roce 2000 Petr Čornej Cenu Josefa Hlávky za práci v oblasti vědecké a odborné literatury. Od roku 2001 nakladatelství vydává edici Světová próza.
K nejznámějším spisovatelům a spisovatelkám nakladatelství patří Petr Jarchovský, Jan Novák, Iva Procházková, Petr Šabach, Tomáš Šebek, Pavel Šrut či Zdeněk Svěrák a okruh Divadla Járy Cimrmana.
V cizojazyčné oblasti se nakladatelství věnuje tvorbě Helle Helle, Pasiho Ilmari Jääskeläinena, Alice Munroové, Vladimira Nabokova, Amose Oze či Salmana Rushdieho.
Od roku 2015 se Paseka soustavně věnuje i komiksu, v němž se zaměřuje především na tituly pro děti a mládež. Získala pověst nakladatelství, které ke komiksům přivádí nové publikum. Komiksy, které vydává, často tvoří ženské autorky a v hlavní roli jsou dívky. Paseka je českým nakladatelem Hildy, Záleskautek nebo titulů Rainy Telgemeierové.

## Ocenění
Knihy nakladatelství získaly řadu ocenění. Paseka je nejúspěšnějším nakladatelstvím v rámci cen Magnesia Litera :
- 2001 – Jiří Gruša: Grušas Wacht am Rhein aneb Putovní ghetto (Litera za poezii)
- 2001 – Vít Vlnas: Princ Evžen Savojský (Litera za populárně naučnou literaturu]
- 2001 – Básníci soumraku. Italská poezie pozdní secese (Litera za překlad pro Jiřího Pelána)
- 2004 – Jonáš Tokarský: Alchymické dítě a jiné povídky (Litera pro objev roku)
- 2006 – Hugo Claus: Fámy (Litera za překlad pro Olgu Krijtovou)
- 2008 – Lubomír Martínek: Olej do ohně (Litera za prózu)
- 2008 – Vratislav Vaníček: Soběslav I. (Litera za naučnou literaturu)
- 2009 – Pavel Šrut, Galina Miklínová: Lichožrouti (Litera za knihu pro děti a mládež)
- 2010 – Iva Procházková: Nazí (Litera za knihu pro děti a mládež)
- 2011 – Pavel Šrut, Galina Miklínová: Lichožrouti (Kniha desetiletí)
- 2012 – Irene Némirovská: Francouzská suita (Litera za překlad pro Helenu Beguivinovou)
- 2013 – Jaroslav Žváček: Lístek na cestu z pekla (Litera pro objev roku)
- 2013 – Jiří Křesťan: Zdeněk Nejedlý (Litera za literaturu faktu)
- 2014 – Velké dějiny zemí Koruny české (Litera za nakladatelský čin)
- 2014 – Jan Trachta: Tichý dech (Litera pro objev roku)
- 2016 – Milena Lenderová, Martina Halířová, Tomáš Jiránek:  Vše pro dítě! Válečné dětství 1914-1918 (Litera za literaturu faktu)
- 2016 – Joanna Batorová: Pískový vrch (Litera za překlad pro Ivetu Mikešovou)
- 2017 – Ondřej Nezbeda: Průvodce smrtelníka (Litera pro objev roku)
- 2018 – Erik Tabery: Opuštěná společnost (Kniha roku)
- 2019 – Anna Cima: Probudím se na Šibuji (Litera pro objev roku)
- 2020 – Petr Čornej: Jan Žižka: Život a doba husitského válečníka (Kniha roku, Litera za naučnou literaturu)
- 2023 – Shuggie Bain (Litera za překlad pro Lenku Sobotovou)
- 2023 – Lela Geislerová, Martin Mach Ondřej: Zen žen. Jednou se tomu zasmějem (Litera za humoristickou knihu)
- 2024 – Marek Torčík: Rozložíš paměť (Litera za prózu)
- 2025 – Miroslav Hlaučo: Letnice (Kniha roku a Litera za debut)
- 2025 – Tomáš Šebek: Objektivní nález (Cena čtenářů)

Cena Ministerstva kultury za nejkrásnější českou knihu roku:
- 1995 – Podivuhodný příběh Eskymo Velzla očima Petra Síse
- 1999 – Bláhová, Frolík, Profantová: Velké dějiny zemí Koruny české I. – 3. místo v kategorii vědecké a odborné literatury
- 2002 – Michal Ďurovič: Restaurování a konzervování archiválií a knih – 1. místo v kategorii vědecké a odborné literatury
- 2003 – Johannes Kepler: Sen neboli Měsíční astronomie – 3. místo v kategorii vědecké a odborné literatury
- 2003 – Pavel Šrut, Galina Miklínová: Veliký tůdle – 2. místo v kategorii knih pro děti a mládež
- 2008 – Pavel Šrut, Galina Miklínová: Lichožrouti – 3. místo v kategorii knih pro děti a mládež

Cena Muriel, udělovaná Českou akademií komiksu:
- 2016 – Hilda (Nejlepší překladový komiks)
- 2020 – Tereza Drahoňovská, Štěpánka Jislová: Bez vlasů (Nejlepší komiksová kniha)
- 2020 – Jedno obyčejný léto (Nejlepší překladový komiks)
- 2021 – Jindřich Janíček: B jako běžec (Nejlepší kresba)
- 2021 – Tereza Kopecká: Naprostá šílenost (Nejlepší scénář)
- 2021 – Piruety (Nejlepší překladový komiks)
- 2022 – Karel Osoha: Prašina: Křídový panáček (Nejlepší kresba)
- 2023 – Štěpánka Jislová: Srdcovka (Nejlepší komiksová kniha, Nejlepší scénář, Cena České akademie komiksu)
- 2023 – Liv Strömquist: V zrcadlové síni (cena za překlad pro Marii Voslářovou)
- 2024 – Háček + Čárka (cena za přínos českému komiksu pro Pavla Ryšku a nakladatelství Paseka)

## Portmoneum

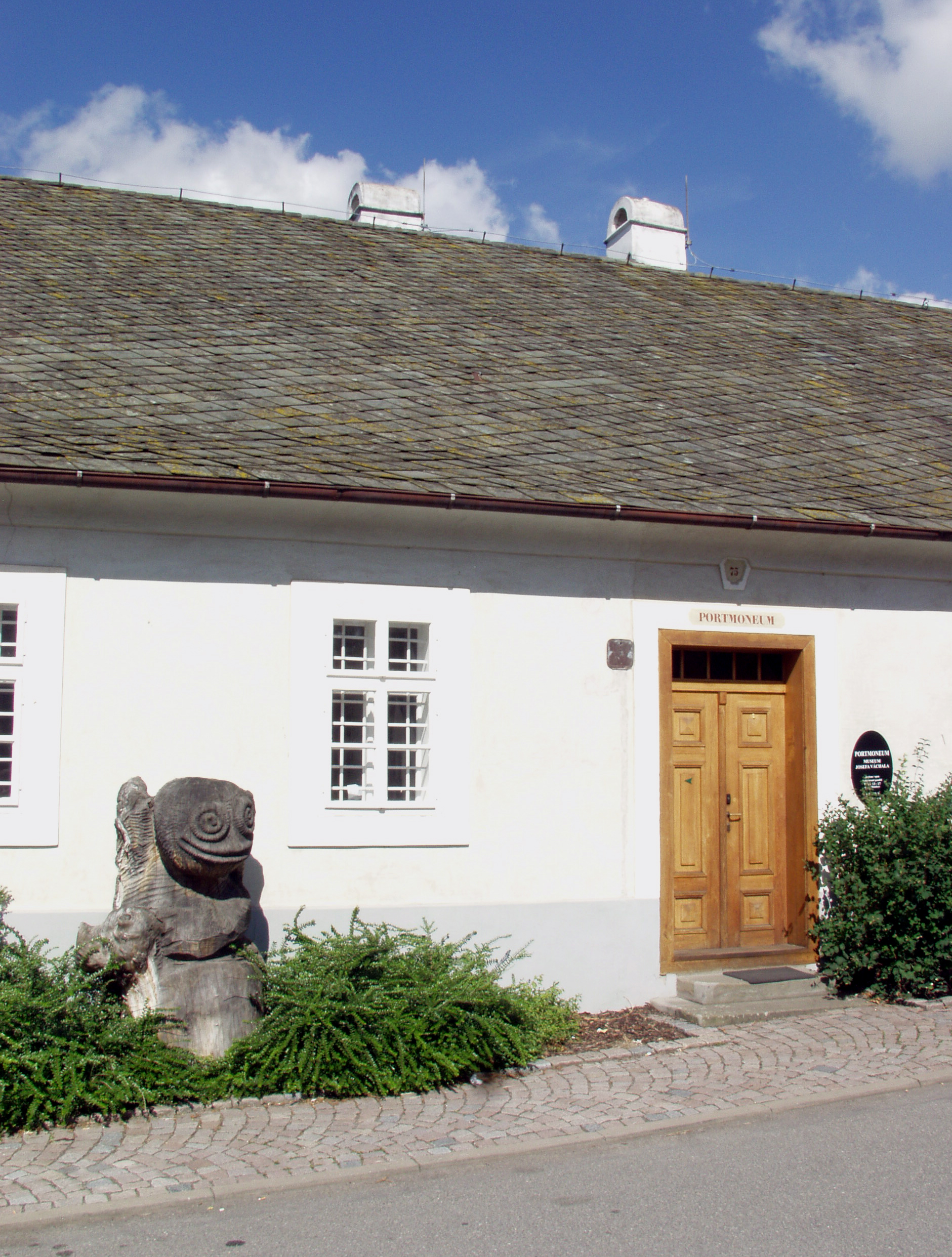
Portmoneum

Paseka se zasloužila o záchranu nástěnných maleb Josefa Váchala v Portmanově domě v Litomyšli, tzv. Portmoneu. V června 1993 bylo v domě otevřeno Museum Josefa Váchala. Záchranné práce v Portmoneu inspirovaly vznik Školy restaurování a konzervačních technik, která se stala součástí Univerzity Pardubice.